# Sri-lankische Cricket-Nationalmannschaft in Australien in der Saison 1995/96
Die Tour der sri-lankischen Cricket-Nationalmannschaft nach Australien in der Saison 1995/96 fand vom 8. Dezember 1995 bis zum 29. Januar 1996 statt. Die internationale Cricket-Tour war Bestandteil der Internationalen Cricket-Saison 1995/96 und umfasste drei Tests. Australien gewann die Serie 3–0.

## Vorgeschichte
Sri Lanka spielte zuvor in einem Drei-Nationen-Turnier in den Vereinigten Arabischen Emiraten, Australien eine Tour gegen Pakistan. Das letzte Aufeinandertreffen der beiden Mannschaften bei einer Tour fand in der Saison 1992 in Sri Lanka statt.

## Stadien
Die folgenden Stadien wurden für die Tour als Austragungsort vorgesehen.
| Stadion                  | Stadt     | Kapazität | Spiele  |
| ------------------------ | --------- | --------- | ------- |
| Adelaide Oval            | Adelaide  | 53.583    | 3. Test |
| Melbourne Cricket Ground | Melbourne | 100.024   | 2. Test |
| WACA Ground              | Perth     | 20.000    | 1. Test |

## Kaderlisten
Die folgenden Kader wurden von den Mannschaften benannt.
| Test | Test |
| Australien | Sri Lanka |
| --- | --- |
| - David Boon - Ian Healy - Brendon Julian - Stuart Law - Craig McDermott - Glenn McGrath - Ricky Ponting - Paul Reiffel - Michael Slater - Mark Taylor - Shane Warne - Steve Waugh - Mark Waugh | - Aravinda de Silva - Kumar Dharmasena - Asanka Gurusinha - Chandika Hathurusingha - Sanath Jayasuriya - Romesh Kaluwitharana - Roshan Mahanama - Muttiah Muralitharan - Ravindra Pushpakumara - Arjuna Ranatunga - Arjuna Ranatunga - Jayantha Silva - Hashan Tillakaratne - Chaminda Vaas - Pramodya Wickramasinghe |

## Tests

### Erster Test in Perth
| 8. – 11. Dezember Scorecard | Perth | Sri Lanka 251 (89.4) & 330 (93.4)                | – | Australien 617-5d (174) |
|                             |       | Australien gewinnt mit einem Innings uns 36 Runs |   |                         |

### Zweiter Test in Melbourne
| 26. – 30. Dezember Scorecard | Melbourne | Australien 500-6d (165) & 41-0 (7.4) | – | Sri Lanka 233 (88.4) & 307 (116.5) (f/o) |
|                              |           | Australien gewinnt mit 10 Wickets    |   |                                          |

### Dritter Test in Adelaide
| 25. – 29. Januar Scorecard | Adelaide | Australien 502-9 (157.3) & 215-6d (73) | – | Sri Lanka 317 (97.3) & 252 (96.2) |
|                            |          | Australien gewinnt mit 148 Runs        |   |                                   |